# Oldsmobile Model L
La Model L è un'autovettura compact prodotta dall'Oldsmobile nel 1906. Era dotata di un motore a due tempi. Per la sua semplicità costruttiva il modello era pubblicizzato come particolarmente affidabile ed efficiente. Era, in sostanza, l'evoluzione della Side Entrance Touring.

## Storia
La vettura era caratterizzata da un radiatore a nido d'ape e da lampade in ottone. Aveva un corpo vettura piuttosto alto. Montava un motore longitudinale a due cilindri da 3.218 cm³ di cilindrata totale che erogava 24 CV di potenza.
Il motore era anteriore, mentre la trazione era posteriore. Il moto alle ruote posteriori era trasmesso tramite una catena, ed il cambio era a tre rapporti. I freni agivano sull'albero motore e sulle ruote posteriori. I parafanghi erano particolarmente voluminosi. La vettura era offerta con due tipi di carrozzeria, torpedo quattro porte e roadster due porte. Venne realizzata in 100 esemplari.